# Seznam novozelandskih pevcev resne glasbe
Seznam novozelandskih pevcev resne glasbe.

## A
- Nick Afoa
- Frances Alda
- Anna Azerli

## B
- Cameron Barclay
- Heather Begg

## D
- Bryan Drake

## E
- Iosefa Enari

## F
- Mina Foley

## H
- Frederick Hobbs

## L
- Anna Leese
- Jonathan Lemalu

## M
- Donald McIntyre

## N
- Oscar Natzka

## O
- Simon O'Neill

## P
- Patricia Payne

## R
- Teddy Tahu Rhodes

## T
- Kiri Te Kanawa
- Inia Te Wiata